# Petäjäjärvi (sjö i Leppävirta, Norra Savolax)
Petäjäjärvi är en sjö i kommunen Leppävirta i landskapet Norra Savolax i Finland. Sjön ligger 105,7 meter över havet. Den är 24,7 meter djup. Arean är 1,05 kvadratkilometer och strandlinjen är 9,71 kilometer lång. Sjön  ingår i Vuoksens huvudavrinningsområde.   Den ligger omkring 33 kilometer söder om Kuopio och omkring 300 kilometer nordöst om Helsingfors. 
Petäjäjärvi ligger väster om Ylä-Koirus. 